# Movistar Series (Latinoamérica)
Movistar Series fue un canal de televisión por suscripción latinoamericano de origen español, lanzado el 15 de febrero de 2018 como canal exclusivo de Movistar TV (Latinoamérica). La programación del canal está basada en series de producción española y latinoamericana, así como series exclusivas de Movistar y documentales producidos por la BBC doblados al español. 
El canal finalizó sus emisiones el 1 de abril de 2020 y su contenido se trasladó a Movistar Play.

## Historia
El canal comenzó transmisiones el 15 de febrero de 2018 a las 12:23 AM dentro de los canales 1 y 701 en Movistar TV Perú (HFC); 101 y 801/815/813 para el servicio satelital de Movistar (diales para Perú, Chile y Colombia, respectivamente). La primera serie en ser emitida en el canal fue Bim bam bum, de producción chilena. El canal se lanzó después dentro de la plataforma en línea Movistar Play para Argentina, Uruguay, Ecuador, México y Centroamérica (excepto Honduras).
El lanzamiento del canal es parte del programa de expansión de la operadora para importar las marcas de las señales exclusivas de Movistar+ en España tras la compra de Canal+ en 2015.
El 2 de enero de 2020, el canal es retirado de la grilla de canales de Movistar TV Perú en los servicios de cable y satélite y en Movistar Play.
El 6 de abril de 2020, finaliza sus emisiones en Argentina.

## Programación
Las series que componen la programación del canal fueron producidas tanto por canales internacionales como por la propia operadora.
- Ámbar
- Bim bam bum
- Carlos, rey emperador
- Dalia, la modista
- El príncipe
- Escobar, el patrón del mal
- Human Universe
- Los misterios de Laura
- La peste[6]
- La Señora
- Moctezuma: el Dios caído
- Pituca sin lucas
- La Niñera
- Patacláun
- Solos
- La zona
- Vergüenza
- Félix
- Mira lo que has hecho
- Matar al padre
- Virtual Hero
- Gigantes
- Arde Madrid
- Hierro
- El hombre de tu vida
- Tómalo en serie